# 14. lipnja
14. lipnja (14. 6.) 165. je dan godine po gregorijanskom kalendaru (166. u prijestupnoj godini).
Do kraja godine ima još 200 dana.

## Događaji
- 1158. – Henrik Lav na rijeci Isar osniva grad München.
- 1645. – U građanskom ratu u Engleskoj snage parlamentaraca pod vodstvom Olivera Cromwella i Thomasa Fairfaxa kod Nasebya su porazile rojaliste pod vodstvom princa Ruperta.
- 1775. – Osnovana Američka kopnena vojska (US Army).
- 1777. – Kongres SAD donio odluku o zastavi ("The Flag Resolution").
- 1800. – Napoleon Bonaparte porazio austrijske trupe predvođene generalom Michaelom von Melasauom u presudnoj bitci kod Marenga u Italiji.
- 1873. – Svečano otvoren park Zrinjevac.
- 1900. – Havaji službeno pripojeni američkom teritoriju.
- 1907. – Žene u Norveškoj dobile pravo glasa.
- 1913. – Osnovan španjolski nogometni klub Real Racing Club de Santander.
- 1914. – Međunarodni olimpijski odbor službeno predstavio olimpijsku zastavu s pet prstenova na 16. Olimpijskom kongresu.
- 1919. – Piloti John Alcock i Arthur Whitten Brown uspješno bez zaustavljanja prelijeću Atlantik letjelicom Vickers Vimy. Let od Newfoundskih otoka do Irske trajao je 16 sati.
- 1934. – Prvi sastanak Hitlera i Mussolinija prilikom Hitlerovog državničkog posjeta Italiji.
- 1940. – Na Eifellovom tornju se zavijorila nacistička zastava dok su Njemačke postrojbe ulazile u centar Pariza, čime je u osnovi završena bitka za Francusku.
- 1941. – Predsjednik SAD Franklin Roosevelt naredio zamrzavanje imovine Njemačke i Italije u Americi.
- 1942. – Walt Disney je izdao popularan crtani film Bambi. Animirani film nastao je prema istoimenom romanu pisca Felixa Saltena i jedan je od rijetkih Disneyjevih radova u kojem nema nimalo traga ljudskom postojanju.
- 1949. – Albert II. letom u Aggregatu 4 postaje prvi majmun u svemiru.
- 1951. – U Statističkom uredu SAD-a pušteno u rad prvo serijski proizvedeno računalo UNIVAC I (cijena 1,6 milijuna dolara).
- 1956. – Prototip MiGa-21 održao prvi probni let.
- 1962. – U Parizu osnovana Europska organizacija za istraživanje svemira.
- 1966. – Vatikan objavio aboliciju na Indeks zabranjenih knjiga (lat. Index librorum prohibitorum).
- 1967. – Kina je testirala prvu hidrogensku bombu.
- 1985. – Potpisan Schengenski sporazum.
- 1990. – Predsjedništvo SR Hrvatske preimenovalo i preustrojilo miliciju u redarstvo te zajamčilo slobodan i siguran povratak svim iseljenim osobama iz Hrvatske koji su dobile status političkih emigranata.
- 1993. – Pobunjeni Srbi ničim izazvani napali Biograd na Moru raketnim sustavom Orkan s kasetnim punjenjem. Tzv. „zvončići“ na plaži Soline ubili su 5, a teško ranili 7 mladih civilnih osoba. Za ovaj ratni zločin do danas nitko nije odgovarao.
- 1994. – Predsjednik Republike Hrvatske dr. Franjo Tuđman u službenom i prijateljskom posjetu BiH i tom prilikom otvorio veleposlanstvo u Sarajevu.
- 1999. – Mirovne snage NATO-a na Kosovu otkrile su prvu masovnu grobnicu s ostacima tijela 81 osoba albanske narodnosti koje su pogubili srpski vojnici.
- 2000. – Talijanske vlasti izručile su Turskoj Mehmeda Ali Agca nakon što ga je predsjednik Italije pomilovao. Agca je zbog pokušaja atentata 1981. na papu Ivana Pavla II., proveo 19 godina u talijanskom zatvoru.
- 2002. – Asteroid „2002 MN“ težine 540.000 tona promašio Zemlju za 120.000 kilometara.
- 2003. – Referendumom u Češkoj Republici, 81 posto građana odlučilo se za pristupanje EU.
- 2023. – Hrvatska nogometna reprezentacija pobijedila Nizozemsku nakon produžetaka rezultatom 4:2 (2:2) i ušla u svoje prvo finale Lige nacija, a tek drugo uopće.

| - 1864. – Alois Alzheimer, njemački psihijatar i neuropatolog († 1915.) - 1868. – Karl Landsteiner, austrijski liječnik i nobelovac († 1943.) - 1889. – Knut Lundmark, švedski astronom († 1958.) - 1890. – Ljubo Babić, hrvatski slikar, povjesničar umjetnosti i likovni pedagog († 1974.) - 1921. – Helen Crlenkovich, američka skakačica u vodu († 1955.) - 1923. – Ivan Gubijan, hrvatski atletičar († 2009.) - 1928. – Che Guevara, argentinsko-kubanski revolucionar († 1967.) - 1931. – Vasko Lipovac, hrvatski akademski slikar i kipar († 2006.) - 1946. – Donald Trump, biznismen, američki predsjednik - 1946. – Zvonko Kusić, liječnik, predsjednik Hrvatske akademije znanosti i umjetnosti. - 1969. – Steffi Graf, njemačka tenisačica - 1969. – MC Ren, američki reper - 1970. – Ivica Kirin, hrvatski političar - 1970. – Ray Luzier, američki bubnjar - 1976. – Massimo Oddo, talijanski nogometaš - 1989. – Kevin McHale, američki glumac i pjevač - 1989. – Lucy Hale, američka filmska i TV glumica | - 1205. – Enrico Dandolo, mletački dužd - 1827. – Augustin Jean Fresnel, francuski fizičar (* 1788.) - 1837. – Giacomo Leopardi, talijanski pjesnik (* 1798.) - 1886. – Aleksander Nikolajevič Ostrovski, ruski književnik (* 1823.) - 1920. – Max Weber, njemački sociolog (* 1864.) - 1926. – Mary Cassatt, američka slikarica (* 1845.) - 1926. – Branko Vodnik, hrvatski književnik i povjesničar (* 1879.) - 1936. – Gilbert Keith Chesterton, engleski književnik (* 1874.) - 1968. – Salvatore Quasimodo, talijanski pjesnik i prevoditelj (* 1901.) - 1986. – Jorge Luis Borges, argentinski pisac (* 1899.) - 1991. – Peggy Ashcroft, američka glumica (* 1907.) - 1994. – Henry Mancini, američki skladatelj (* 1924.) - 1995. – Roger Zelazny, američki pisac (* 1937.) - 2007. – Boris Maruna, hrvatski pjesnik i prevoditelj (* 1940.) - 2007. – Kurt Waldheim, austrijski diplomat i političar (* 1918.) |

## Blagdani i spomendani
- Sveti Rufin, Elizej, Valerije, Marcijan, Metodije I. Carigradski
- Etiopski mučenici
- Svjetski dan darivatelja krvi
- Dan grada Opatije
- Dan žena (Irak)
- Dan oslobođenja (Južna Georgia i otočje Južni Sandwich)
- Dan žalosti (Estonija)
- Majčin dan (Afganistan)
- Dan žalosti i nade (Litva)
- Dan mira (Paragvaj)

## Imendani
- Rufin, Elizej, Valerije, Zlatko, Zdravko, Marcijan